# Сугдиён (Зафарабадский район)
Сугдиён (тадж. Суғдиён(согдийцы); до 2021 г. – им. Хамида Алиева, тадж. Ҳомид Алиев) — посёлок городского типа и поселковый джамоат в Согдийской области Таджикистана; входит в Зафарободский район. Расположен в Голодной степи на берегу Таджикского машинного канала № 1.
Статус посёлка городского типа с 1971 года. По данным БСЭ в посёлке действовал хлопководческий совхоз.

## Население
| 1979 | 1989 | 2013 | 2014 | 2015   | 2021   | 2022   |
| ---- | ---- | ---- | ---- | ------ | ------ | ------ |
| 4347 | 5890 | 9500 | 9800 | 10 000 | 11 000 | 11 200 |